# Hangar Bicocca
Hangar Bicocca är en privat konsthall för samtida konst i Milano i Italien.
Stiftelsen Hangar Bicocca - Spazio per l'Arte Contemporanea grundades 2004 av Pirellikoncernen för att främja samtida konst. Konsthallen öppnade 2012 i tidigare fabriksbyggnader, som använts av Ansaldobreda i ett industriområde i nordöstra Milano. Konsthallen disponerar 15.000 kvadratmeter, varav för tillfälliga utställningar 9.500 respektive 2.500 kvadratmeter i två utställningslokaler.
Breda Elettromeccanica e Lokomotive tillverkade i industriområdet Bicocca framför allt ångdrivna och elektriska järnvägslok och -vagnar, ångmaskiner och jordbruksmaskiner. Konsthallen är framför allt inrymd i den 30 meter höga byggnaden La Navate, som byggdes 1963-65 för tillverkning av transformatorer. Breda-företaget köptes under 1980-talet av Anseldo-gruppen. Från 1986 började ett stadsförnyelseprogram i området med byggande av bland annat universitetsinstitutioner, bostäder och Teatro Degli Arcimboldi, parallellt med ombyggnader av tidigare Pirelli-fabriksbyggnader. Efter att produktionen sedan länge lagts ned, köpte Pirelli fabriksbyggnaderna för att renovera dem till en konsthall.

## Permanent utställning
I Hangar Bicocca finns i en långsträckt hall en hög installation, The Seven Heavenly Palaces från 2004. Denna har skapats av Anselm Kiefer för denna plats och består av sju torn i armerad betong, med en höjd på mellan 14 och 18 meter och var av ett av tornet med en vikt av ungefär 90 ton.  Godscontainrar har använts som formar för tornens hörn. Namnet kommer från den hebreiska boken Sefer Hechalot (Palatsboken), vilken skildrar den symboliska andliga vägen för att nalkas Gud. En föregångare till installationen är Anselm Kiefers La Ribotte-projekt i Barjac i södra Frankrike med dess byggnadskonstruktioner, bland annat övergivna betongtorn i det öppna landskapet.
På den 1.600 kvadratmeter stora gården framför ingången till Hangar Bicocca finns också sedan 2010 installationen La Sequenza av Fausto Melotti (1901-86). Verket gjordes 1981 till en retrospektiv utställning i Florens och är sju meter högt, tjugotre meter långt och elva meter djupt.

## Att läsa vidare
- Gianluca Winkler: Come nasce un'instituzione. Il caso HangarBicocca, Allemandi 2012, ISBN 9788842221180